# Axinella incrustans
Axinella incrustans är en svampdjursart som beskrevs av Thiele 1898. Axinella incrustans ingår i släktet Axinella och familjen Axinellidae.
Artens utbredningsområde är havet kring Japan. Inga underarter finns listade i Catalogue of Life.